# Feuerrote Stachelmaus
Die Feuerrote Stachelmaus (Acomys ignitus) ist ein Nagetier in der Familie der Langschwanzmäuse, das in Ostafrika vorkommt. Die Population wurde zeitweilig zur Sinai-Stachelmaus (Acomys dimidiatus) gezählt. In verschiedenen anderen Abhandlungen wurden mehrere heute gültige Arten als Synonyme dieses Taxons gelistet. Genetische Studien wiesen eine nahe Verwandtschaft zur Ägyptischen Stachelmaus (Acomys cahirinus) nach.
Wie der deutsche Name andeutet, hat die Art die intensivste Färbung aller Stachelmäuse. Das Fell der Oberseite ist leuchtend orangerot und auf der Unterseite kommt weißes Fell vor. Die eingestreuten stachligen Haare auf dem Kopf, im Nacken und auf dem Rücken werden zum Hinterteil hin länger. Bekannte Körpermaße sind eine Kopf-Rumpf-Länge von 91 bis 114 mm, eine Schwanzlänge von 70 bis 85 mm, 13 bis 19 mm lange Hinterfüße sowie 14,5 bis 19 mm lange Ohren. Die Feuerrote Stachelmaus hat einen diploiden Chromosomensatz mit 50 Chromosomen (2n=50).
Dieses Nagetier lebt im Südosten Kenias und in angrenzenden Bereichen Tansanias. Es hält sich im Flachland und in Gebirgen bis 1000 Meter Höhe auf. Die Feuerrote Stachelmaus kann in Halbwüsten, im felsigen Gelände, in Gebüschflächen und in trockenen Savannen angetroffen werden. Die Exemplare bewegen sich auf dem Boden und fressen vermutlich Insekten. Weibchen waren mit ein oder zwei Nachkommen trächtig.
Für den Bestand liegen keine Bedrohungen vor und die Gesamtpopulation wird als stabil eingeschätzt. Die IUCN listet die Art als „nicht gefährdet“ (least concern).